# 弗農森特 (明尼蘇達州)
弗農森特（英語：Vernon Center）是一個位於美國明尼蘇達州布盧厄斯縣的城市。

## 人口
根據2020年美國人口普查的數據，弗農森特的面積為1.27平方千米，當中陸地面積為1.27平方千米，而水域面積為0.02平方千米。當地共有人口328人，而人口密度為每平方千米258人。